# Estafiliniformes
Els estafiliniformes (Staphyliniformia) són un gran infraordre de coleòpters polífags, amb unes 60.000 espècies descrites de totes les regions del món. La majoria d'espècies viuen en hàbitats humits sobre diversos tipus de residus de plantes en putrefacció, fongs, fems, carronya; moltes viuen en aigua dolça. La majoria dels estafiliniformes són de mida relativament petita. Aquest grup divers té poques apomorfies.
Els estafiliniformes pertanyen al subordre Polyphaga. Conté dues superfamílies, Hydrophiloidea i Staphylinoidea. Alguns estudis hi inclouen també la superfamília Scarabaeoidea (infraordre Scarabaeiformia), formant junts el llinatge Hydrophiloide.
Hi ha un fòssil d'entre el Triàsic i Mesozoic primerenc que s'atribueix als Staphyliniformia.

## Taxonomia

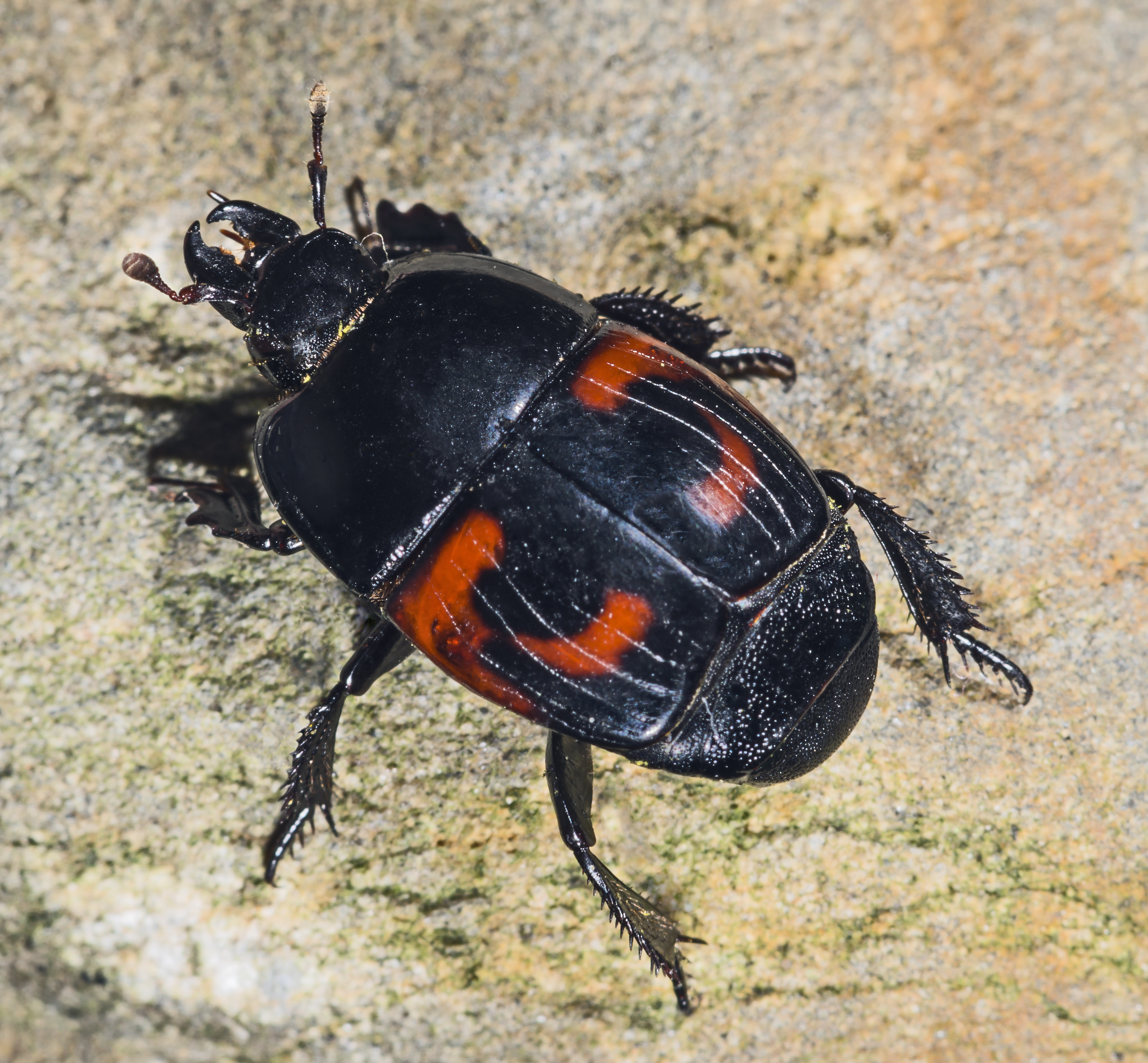
Hister quadrimaculatus, un histèrid comú a Catalunya.

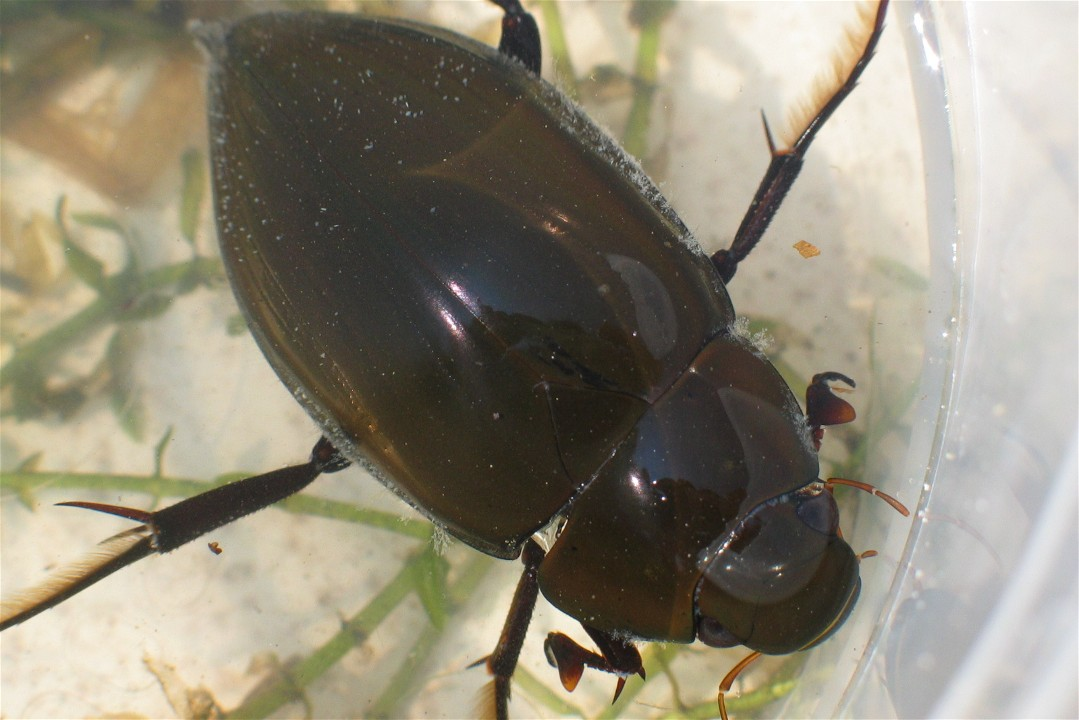
Hydrophilus piceus, un hidrofílid freqüent a les aigües dolces de Catalunya.

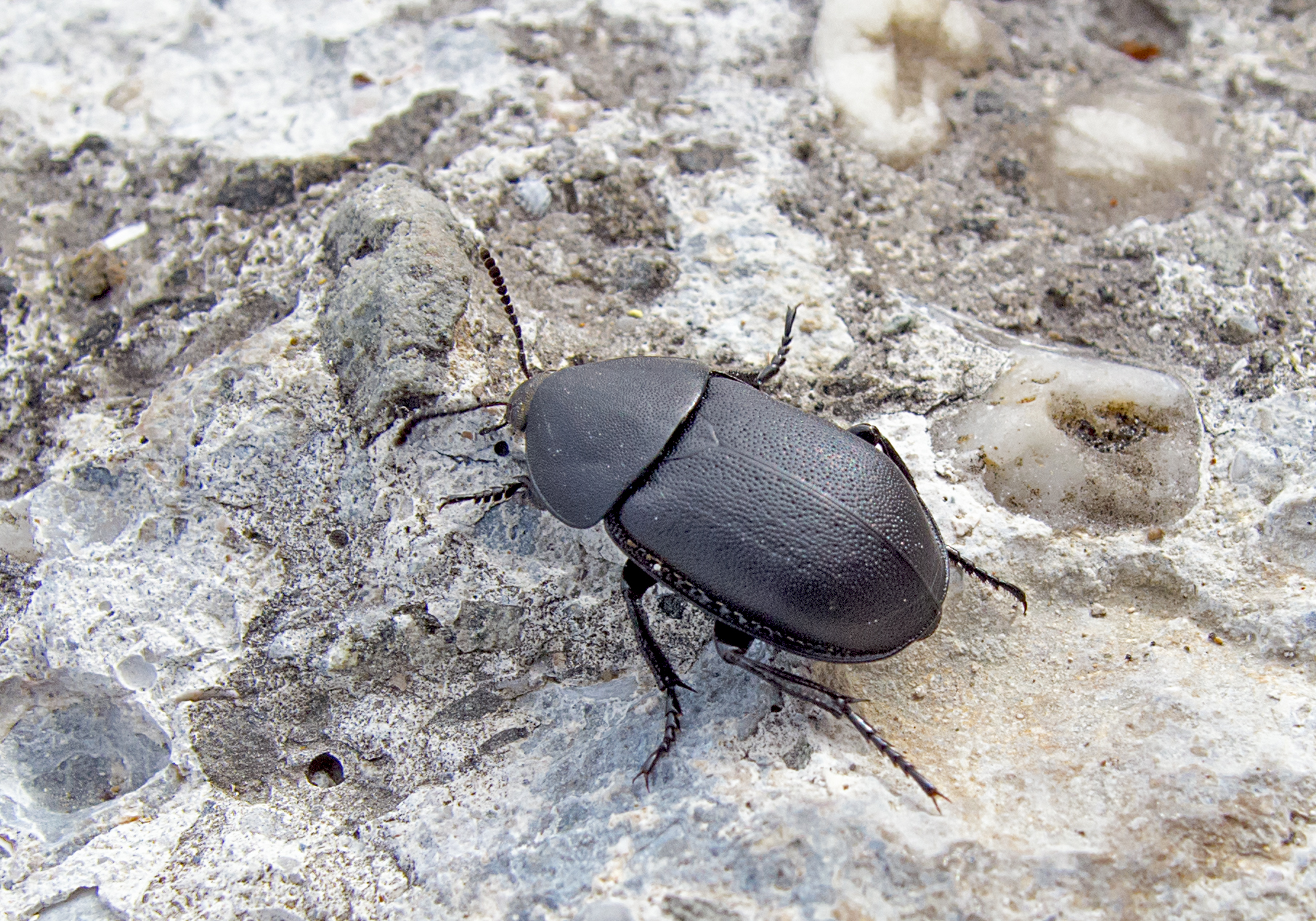
Ablattaria laevigata, un sílfid que viu a Catalunya.

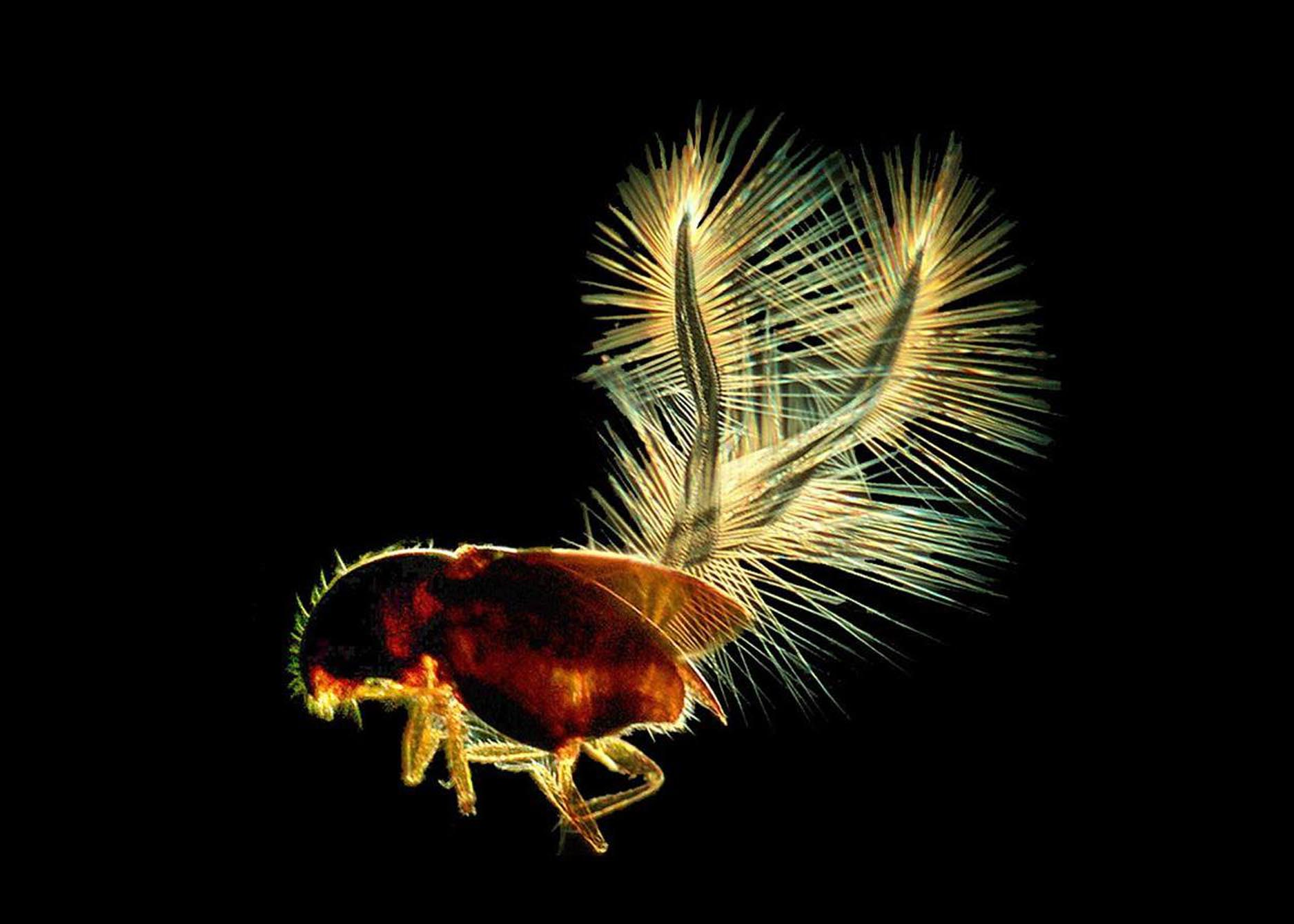
Els Ptílids, són coleòpters diminuts amb les ales envoltades de pèls.

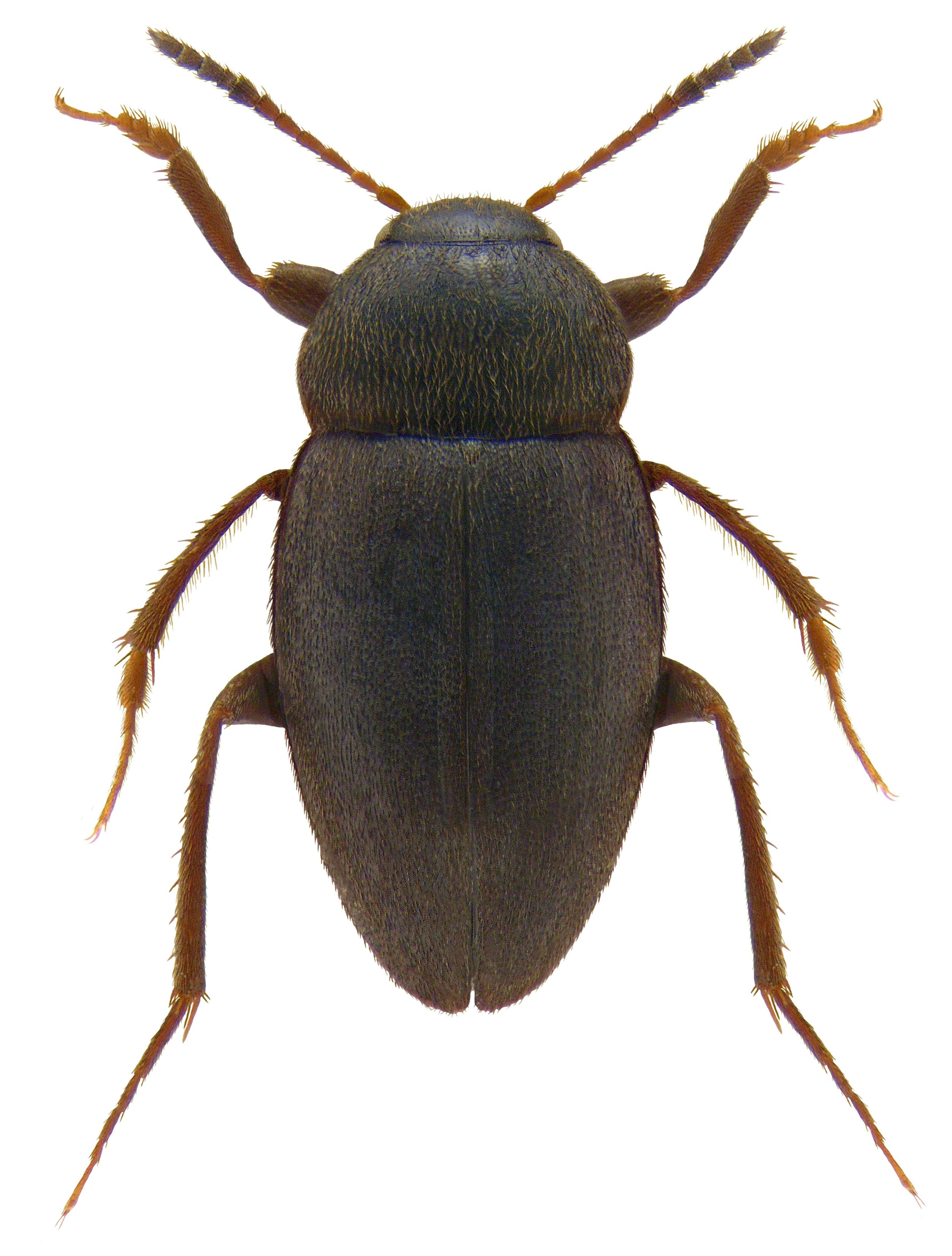
Catops fuliginosus, un leiòdid.

Segons la darrera revisió de la taxonomia dels coleòpters, els estafiliniformes es classifiquen de la següent manera:
- Superfamília Hydrophiloidea Latreille, 1802
  - Família Hydrophilidae Latreille, 1802
    - Subfamília Helophorinae Leach, 1815
    - Subfamília Epimetopinae Zaitzev, 1908
    - Subfamília Georissinae Laporte, 1840
    - Subfamília Hydrochinae Thomson, 1859
    - Subfamília Spercheinae Erichson, 1837
    - Subfamília Horelophinae Hansen, 1991
    - Subfamília Horelophopsinae Hansen, 1997
    - Subfamília Hydrophilinae Latreille, 1802
    - Subfamília Sphaeridiinae Latreille, 1802

  - Família Sphaeritidae Shuckard, 1839
  - Família Synteliidae Lewis, 1882
  - Família Histeridae Gyllenhal, 1808
    - Subfamília Niponiinae Fowler, 1912
    - Subfamília Abraeinae MacLeay, 1819
    - Subfamília Trypeticinae Bickhardt, 1913
    - Subfamília Trypanaeinae Marseul, 1857
    - Subfamília Saprininae Blanchard, 1845
    - Subfamília Dendrophilinae Reitter, 1909
    - Subfamília Onthophilinae MacLeay, 1819
    - Subfamília Tribalinae Bickhardt, 1914
    - Subfamília Histerinae Gyllenhal, 1808
    - Subfamília Haeteriinae Marseul, 1857
    - Subfamília Chlamydopsinae Bickhardt, 1914
- Superfamília Staphylinoidea Latreille, 1802
  - Família Hydraenidae Mulsant, 1844
    - Subfamília Orchymontiinae Perkins, 1997
    - Subfamília Prosthetopinae Perkins, 1994
    - Subfamília hydraeninae Mulsant, 1844
    - Subfamília Ochthebiinae Thomson, 1859

  - Família Ptiliidae Erichson, 1845
    - Subfamília Ptiliinae Erichson, 1845
    - Subfamília Cephaloplectinae Sharp, 1883
    - Subfamília Acrotrichinae Reitter, 1909 (1856)

  - Família Agyrtidae Thomson, 1859
    - Subfamília Agyrtinae Th omson, 1859
    - Subfamília Necrophilinae Newton, 1997
    - Subfamília Pterolomatinae Thomson, 1862

  - Família Leiodidae Fleming, 1821
    - Subfamília Camiarinae Jeannel, 1911
    - Subfamília Catopocerinae Hatch, 1927 (1880)
    - Subfamília Leiodinae Fleming, 1821
    - Subfamília Coloninae Horn, 1880 (1859)
    - Subfamília Cholevinae Kirby, 1837
    - Subfamília Platypsyllinae Ritsema, 1869

  - Família Silphidae Latreille, 1806
    - Subfamília Silphinae Latreille, 1806
    - Subfamília Nicrophorinae Kirby, 1837

  - Família Staphylinidae Latreille, 1802
    - Subfamília Glypholomatinae Jeannel, 1962
    - Subfamília Microsilphinae Crowson, 1950
    - Subfamília Omaliinae MacLeay, 1825
    - Subfamília Empelinae Newton and Th ayer, 1992
    - Subfamília Proteininae Erichson, 1839
    - Subfamília Micropeplinae Leach, 1815
    - Subfamília Neophoninae Fauvel, 1905
    - Subfamília Dasycerinae Reitter, 1887
    - Subfamília Protopselaphinae Newton and Thayer, 1995
    - Subfamília Pselaphinae Latreille, 1802
    - Subfamília Phloeocharinae Erichson, 1839
    - Subfamília olisthaerinae Thomson, 1858
    - Subfamília Tachyporinae MacLeay, 1825
    - Subfamília Trichophyinae Thomson, 1858
    - Subfamília Habrocerinae Mulsant and Rey, 1876
    - Subfamília Aleocharinae Fleming, 1821
    - Subfamília Trigonurinae Reiche, 1866
    - Subfamília Apateticinae Fauvel, 1895
    - Subfamília Scaphidiinae Latreille, 1806
    - Subfamília Piestinae Erichson, 1839
    - Subfamília Osoriinae Erichson, 1839
    - Subfamília Oxytelinae Fleming, 1821
    - Subfamília Oxyporinae Fleming, 1821
    - Subfamília Megalopsidiinae Leng, 1920
    - Subfamília Scydmaeninae Leach, 1815
    - Subfamília Steninae MacLeay, 1825
    - Subfamília Euaesthetinae Thomson, 1859
    - Subfamília Solieriinae Newton and Thayer, 1992
    - Subfamília Leptotyphlinae Fauvel, 1874
    - Subfamília Pseudopsinae Ganglbauer, 1895
    - Subfamília Paederinae Fleming, 1821
    - Subfamília Staphylininae Latreille, 1802
    - Subfamília Protactinae † Heer, 1847

Les famílies que formaven la desapareguda superfamília Histeroidea s'inclouen ara dins la superfamília Hidrophyloidea.